# Stop Killing Games
Stop Killing Games (SKG) és un moviment i una iniciativa de consumidors amb l'objectiu de preservar els videojocs després que es retirin de la xarxa. La iniciativa va ser iniciada el 2024 per Ross Scott després del tancament de The Crew, un joc de curses que requeria una connexió a Internet constant tot i ser majoritàriament per a un sol jugador. Una preocupació central de la iniciativa és que els jocs només en línia i el contingut descarregable es mostrin a les botigues de manera destacada com a compra, en lloc de com a lloguer, tot i la possibilitat que l'⁣editor denegui unilateralment l'accés al comprador de forma remota (sense una data de caducitat en el moment de la compra). La iniciativa va guanyar popularitat ràpidament, i diversos YouTubers i mitjans de comunicació se'n van fer ressò. El moviment ha llançat múltiples peticions governamentals.

## Rerefons
The Crew va ser un joc de curses del 2014 desenvolupat per Ubisoft Ivory Tower i Ubisoft Reflections, i publicat per Ubisoft. Calia una connexió a Internet constant per jugar, fins i tot en mode d'un sol jugador; intentar iniciar el joc fora de línia provocava una pantalla d'error. El 14 de desembre de 2023, Ubisoft va retirar el joc i les seves expansions de les plataformes digitals, va suspendre les vendes de microtransaccions i va anunciar que els servidors del joc es tancarien el 31 de març de 2024, al·legant "imminents restriccions d'infraestructura i llicències del servidor". Els servidors es van tancar tal com estava previst en aquella data. Quan es va anunciar el tancament el 14 de desembre de 2023, Ubisoft va oferir reemborsaments a les persones que havien comprat The Crew "recentment". A principis d'abril de 2024, dies després del tancament, Ubisoft va començar a revocar les llicències dels jugadors que havien comprat The Crew.

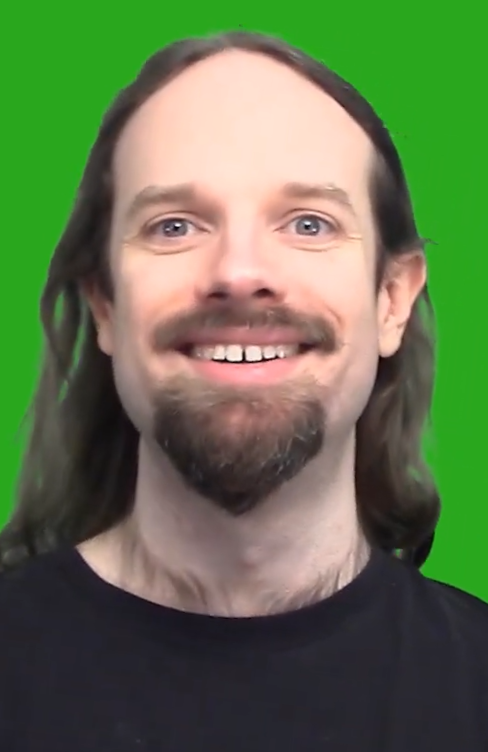
Ross Scott, el creador de Stop Killing Games.

Ross Scott un YouTuber conegut principalment per la seva sèrie de machinima Freeman's Mind, va criticar el tancament dels jocs només en línia, descrivint la pràctica com un "atac tant als drets dels consumidors com a la preservació dels mitjans de comunicació" i comparant-la amb els estudis de cinema durant l'era del cinema mut que "cremaven les seves pròpies pel·lícules després d'acabar de projectar-les per recuperar el contingut de plata", alhora que assenyala que "la majoria de les pel·lícules d'aquella època han desaparegut per sempre⁣". El 2019, Scott va criticar els jocs com a servei, qualificant-los de "frau⁣".

## Activitats
L'abril de 2024, després del tancament de The Crew, Scott va publicar un vídeo al seu canal de YouTube presentant Stop Killing Games i va llançar un lloc web per a la iniciativa. La iniciativa anima els usuaris a votar peticions per obligar els desenvolupadors a proporcionar maneres de jugar a jocs després del final del suport, com ara afegir un mode fora de línia o la possibilitat d'allotjar servidors privats. També va encoratjar múltiples peticions per a Stop Killing Games, com ara la de la Direcció General de Competència, Consumidors i Protecció contra el Frau a França, la petició del Parlament del Regne Unit i la Iniciativa Ciutadana Europea a la Unió Europea, aquesta última va obtenir més de 350.000 signatures en els dos primers mesos.
El govern del Regne Unit va respondre a la petició del Parlament, afirmant que "no hi ha cap requisit en la legislació del Regne Unit que obligui les empreses i proveïdors de programari a donar suport a versions anteriors dels seus sistemes operatius, programari o productes connectats". El 30 de maig de 2024, la petició es va suspendre a causa de la convocatòria de les eleccions generals de 2024 al país. Es va iniciar una nova petició, que va aconseguir ràpidament més de 10.000 signatures, que era la quantitat necessària per garantir una resposta del govern. El febrer de 2025, el govern del Regne Unit va respondre a la nova petició, afirmant que "no tenia previst modificar la llei de consum sobre l'obsolescència digital", però assenyalant que "si es fa creure als consumidors que un joc seguirà sent jugable indefinidament per a certs sistemes, malgrat la fi del suport físic, la CPR pot exigir que el joc continuï sent tècnicament factible […] per jugar-hi en aquestes circumstàncies".
El maig de 2025, Scott va publicar un full de càlcul que contenia diversos videojocs només en línia i el seu estat de jugabilitat. Segons el full de càlcul, el 68% dels 731 jocs eren impossibles de jugar o estaven en risc. Només els desenvolupadors han recuperat 16 jocs que es podien jugar després de la seva discontinuació, i els altres 110 els han conservat els fans.
Tot i que la Iniciativa Ciutadana Europea va aconseguir moltes signatures al principi, va perdre impuls ràpidament, estancant-se al voltant de les 450.000 signatures, cosa que representava el 45% de la quantitat necessària perquè els representants de la Comissió prenguessin mesures. El juny de 2025, Scott va penjar un vídeo, esperant que la iniciativa fracassés i destacant que el problema amb les signatures insuficients "no és aconseguir que els jugadors s'interessin pels jocs; és aconseguir que la gent s'interessi per qualsevol cosa".
El 2 de juliol de 2025, la petició del Parlament del Regne Unit va arribar a les 100.000 signatures, cosa que significa que es considerarà per al seu debat al Parlament. Un dia després, el 3 de juliol de 2025, la Iniciativa Ciutadana Europea va arribar al milió de signatures, cosa que significa que es considerarà per al debat a la Comissió Europea, tot i que Scott va declarar que encara es necessiten més signatures per contrarestar les no vàlides, que s'han de deduir. Scott també va esmentar una criptomoneda sota el títol de Stop Killing Games, afirmant que no té res a veure amb ell ni amb la campanya i qualificant-la d'"estafa".

## Reaccions
Després del llançament del vídeo d'introducció de Stop Killing Games, va guanyar ràpidament visites i va ser cobert per múltiples mitjans de comunicació de videojocs i YouTubers.
Jason "Thor" Hall, creador de Heartbound, va criticar la iniciativa en un vídeo al seu canal de YouTube PirateSoftware. Scott creu que la seva resposta va estancar el progrés de la iniciativa. El 23 de juny de 2025, Scott va criticar el vídeo de Hall, afirmant que no havia entès la campanya i que havia malinterpretat la informació.
Diversos altres YouTubers com ara Cr1TiKaL han sortit des de llavors en defensa de Scott, compartint moltes de les mateixes crítiques contra Hall. A més, creadors de contingut de jocs com ara xQc, Asmongold, PewDiePie i jacksepticeye, així com l'activista pels drets dels consumidors Louis Rossmann, han mostrat el seu suport a la iniciativa.
El juliol de 2025, Video Games Europe, una associació comercial que representa desenvolupadors i editors de jocs a la Unió Europea, va respondre a la iniciativa, afirmant que seria "massa car per als desenvolupadors i editors oferir servidors privats o modes per a un sol jugador en jocs que perden el suport multijugador en línia" i que els jocs i servidors amb suport de fans "podrien presentar responsabilitats legals per a les empreses".

### Ubisoft
Inicialment, Ubisoft es va negar a fer comentaris sobre la situació amb The Crew. Després d'una forta reacció negativa dels jugadors, impulsada en part per la iniciativa Stop Killing Games segons PC Gamer, Ubisoft va prometre afegir un mode fora de línia a The Crew 2 i The Crew Motorfest, tot i que no es va esmentar el The Crew, que ja no es va publicar. L'abril de 2025, Ubisoft va publicar un vídeo d'actualització sobre el mode fora de línia de The Crew 2, indicant que no totes les funcions estaran disponibles fora de línia i que les proves del mode començaran el 30 d'abril. El mode fora de línia per al Motorfest encara està previst.

### Dret
El setembre de 2024 es va signar una nova llei californiana AB 2426 que obliga les botigues digitals a revelar què rep l'usuari després de fer una transacció per accedir a béns digitals, cosa que fa il·legal l'ús dels termes "comprar" i "adquirir" mentre només es proporciona una llicència que es pot revocar en qualsevol moment, una pràctica habitual entre les botigues digitals. La llei no s'estén als jocs que es poden jugar fora de línia de forma permanent. La llei va entrar en vigor l'1 de gener de 2025. L'octubre de 2024, Steam va afegir un avís legal que la compra d'un joc només atorga una llicència. GOG.com, una botiga sense DRM, va respondre a la llei publicant un bàner conceptual que afirma que els instal·ladors de jocs fora de línia de GOG "no es poden retirar".